# Гіброн (Небраска)
Гіброн (англ. Hebron) — місто (англ. city) в США, в окрузі Теєр штату Небраска. Населення — 1458 осіб (2020).

## Географія
Гіброн розташований за координатами 40°10′5″ пн. ш. 97°35′14″ зх. д. / 40.16806° пн. ш. 97.58722° зх. д. (40.168165, -97.587177).  За даними Бюро перепису населення США в 2010 році місто мало площу 3,64 км², уся площа — суходіл.

## Демографія
Згідно з переписом 2010 року, у місті мешкало 1579 осіб у 698 домогосподарствах у складі 402 родин. Густота населення становила 434 особи/км².  Було 791 помешкання (217/км²).
Расовий склад населення:
| - 97,7 % — білих - 0,5 % — азіатів - 0,4 % — чорних або афроамериканців - 0,1 % — корінних американців |

До двох чи більше рас належало 0,9 %. Частка іспаномовних становила 1,5 % від усіх жителів.
За віковим діапазоном населення розподілялося таким чином: 18,4 % — особи молодші 18 років, 51,5 % — особи у віці 18—64 років, 30,1 % — особи у віці 65 років та старші. Медіана віку мешканця становила 51,3 року. На 100 осіб жіночої статі у місті припадало 88,4 чоловіків;  на 100 жінок у віці від 18 років та старших — 86,3 чоловіків також старших 18 років.
Середній дохід на одне домашнє господарство  становив 53 918 доларів США (медіана — 45 383), а середній дохід на одну сім'ю — 71 041 долар (медіана — 70 357). Медіана доходів становила 44 107 доларів для чоловіків та 33 875 доларів для жінок. За межею бідності перебувало 11,9 % осіб, у тому числі 16,7 % дітей у віці до 18 років та 11,1 % осіб у віці 65 років та старших.
Цивільне працевлаштоване населення становило 816 осіб. Основні галузі зайнятості: освіта, охорона здоров'я та соціальна допомога — 38,2 %, виробництво — 11,4 %, роздрібна торгівля — 9,7 %.